# Dicamptus seyrigi
Dicamptus seyrigi là một loài tò vò trong họ Ichneumonidae.